# Jan van Burgsteden

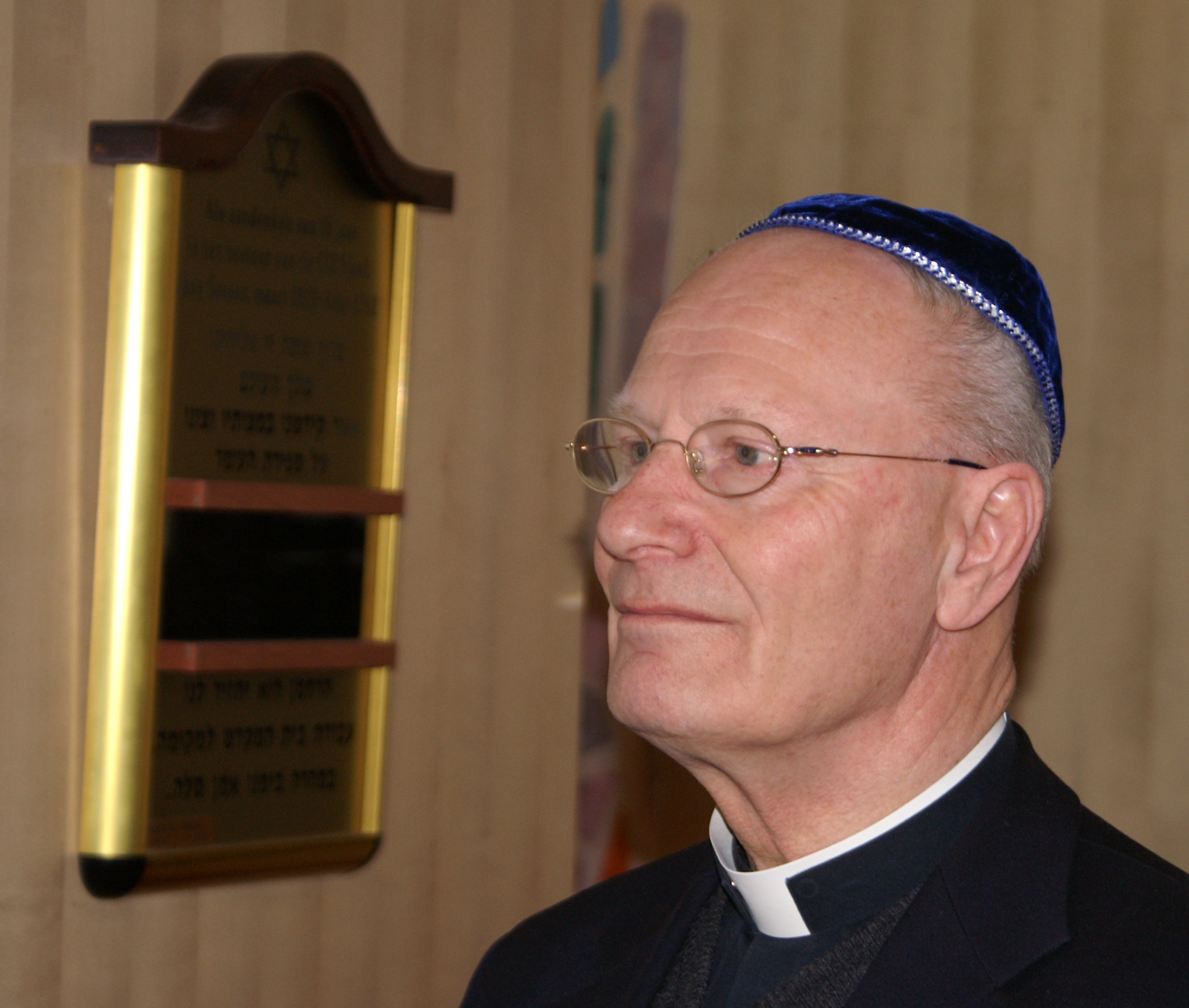
Jan van Burgsteden

Johannes Gerardus Maria van Burgsteden SSS (* 8. Dezember 1935 in Achterveld) ist ein niederländischer Ordensgeistlicher und emeritierter Weihbischof in Haarlem-Amsterdam.

## Leben
Johannes Gerardus Maria van Burgsteden wurde am 15. März 1964 zum Priester der Eucharistiner geweiht.
Papst Johannes Paul II. ernannte ihn am 24. Juni 2000 zum Weihbischof in Haarlem sowie zum Titularbischof von Thibilis. Der Bischof von Haarlem, Jozef Marianus Punt, spendete ihm am 9. September desselben Jahres die Bischofsweihe; Mitkonsekratoren waren Antonius Lambertus Maria Hurkmans, Bischof von ’s-Hertogenbosch, und Paulo Mandlate SSS, Bischof von Tete.
Am 25. Oktober 2011 nahm Papst Benedikt XVI. sein aus Altersgründen vorgebrachtes Rücktrittsgesuch an.